# Opuntia borinquensis
Opuntia borinquensis ist eine Pflanzenart in der Gattung der Opuntien (Opuntia) aus der Familie der Kakteengewächse (Cactaceae). Das Artepitheton borinquensis verweist vermutlich auf das Vorkommen der Art auf der Insel Borinquén.

## Beschreibung
Opuntia borinquensis wächst strauchig mit nur wenigen Zweigen und bildet Gruppen mit Wuchshöhen von bis zu 0,5 Meter sowie Durchmessern von bis zu 2 Meter. Die trübgrünen, kahlen, länglichen bis verkehrt eiförmigen Triebabschnitte sind 5 bis 8 Zentimeter lang, bis zu 4 Zentimeter breit und bis zu 1,5 Zentimeter dick. Die darauf befindlichen pfriemlichen Blattrudimente laufen spitz zu. Die kleinen Areolen stehen 1 bis 2 Zentimeter voneinander entfernt. Die zwei bis drei, bis 6 Zentimeter langen, braunen Dornen werden im Alter weißlich. 
Über die Blüten ist nichts bekannt. Die verkehrt eiförmigen Früchte erreichen eine Länge von bis zu 1,5 Zentimeter.

## Verbreitung und Systematik
Opuntia borinquensis ist in Puerto Rico verbreitet.
Die Erstbeschreibung erfolgte 1919 durch Nathaniel Lord Britton und Joseph Nelson Rose.

## Nachweise